# (3192) A’Hearn
(3192) A’Hearn ist ein Asteroid des inneren Hauptgürtels, der am 30. Januar 1982 vom amerikanischen Astronomen Edward L. G. Bowell an der Anderson Mesa Station des Lowell-Observatoriums entdeckt wurde.
Benannt wurde er am 22. Juni 1986 zu Ehren des US-amerikanischen Astronomen und Astronomieprofessors Michael A’Hearn (1940–2017), der Hauptbeobachter bei der Deep-Impact-Mission der NASA war.